# Jean le Brun (évêque)
Jean le Brun (mort en 1378) était un évêque de Tréguier de 1371 à 1378.

## Biographie
Jean II le Brun est originaire de Saint-Agathon, près de Pommerit-le-Vicomte. 
Licencié in utroque jure, il est chantre de la cathédrale de Dol-de-Bretagne lorsqu'il est nommé évêque de Tréguier le 5 mai 1371 à la suite de la résignation de son prédécesseur. Ancien chapelain de  Jean IV de Bretagne on ne garde pas trace  de son serment d'allégeance au nouveau duc. Ne pouvant pour des raisons de santé se rendre à Angers déposer à l'enquête pour la canonisation de Charles de Blois, le 15 novembre 1371, il adresse une lettre à ce sujet. 
Après la fuite de Jean IV de Bretagne en Angleterre en 1373, ses alliés anglais organisent une descente dans l'ouest du duché de Bretagne à la fin 1374. Encore absent de sa ville épiscopale « par évidente nécessité », Jean le Brun fait néanmoins publier de nouveaux et importants statuts synodaux, le « vendredi avant la Saint-Luc », datés de sa résidence de Guingamp en 1372 et 1374. Sous son épiscopat, les Bretons, aidés des Français, chassent ensuite les Anglais de l'évêché et La Roche-Derrien est reprise par Bertrand du Guesclin. Jean II le Brun meurt en 1378.

## Source
- Barthélémy-Amédée Pocquet du Haut-Jussé, Les Papes et les Ducs de Bretagne COOP Breizh Spézet, 2000  (ISBN 284346 0778).